# Jan Ozga (polityk)
Jan Ozga (ur. 26 sierpnia 1922 w Woli Raniżowskiej, zm. 14 września 1969 w Głogowie Małopolskim) – polski monter, poseł na Sejm PRL III i IV kadencji.

## Życiorys
Uzyskał wykształcenie średnie niepełne, w 1956 ukończył Studium Zaoczne Szkoły Partyjnej przy KC PZPR. Pracował jako monter urządzeń przemysłowych i brygadzista w Wytwórni Sprzętu Motoryzacyjnego w Rzeszowie. Należał do Polskiej Zjednoczonej Partii Robotniczej, z ramienia której w 1961 i 1965 uzyskiwał mandat posła na Sejm PRL w okręgu Rzeszów. W swej pierwszej kadencji pracował w Komisji Pracy i Spraw Socjalnych, w kolejnej w Komisji Komunikacji i Łączności.
Pochowany na cmentarzu w Głogowie Małopolskim (kwatera I a).

## Odznaczenia
- Złoty Krzyż Zasługi
- Srebrny Krzyż Zasługi
- Odznaka 1000-lecia Państwa Polskiego (1966)[1]